# Crevedia (Dâmbovița)
Crevedia è un comune della Romania di 6 384 abitanti, ubicato nel distretto di Dâmbovița, nella regione storica della Muntenia.
Il comune è formato dall'unione di 5 villaggi: Cocani, Crevedia, Dârza, Mânăstirea, Samurcași.